# Metropolia Berlina

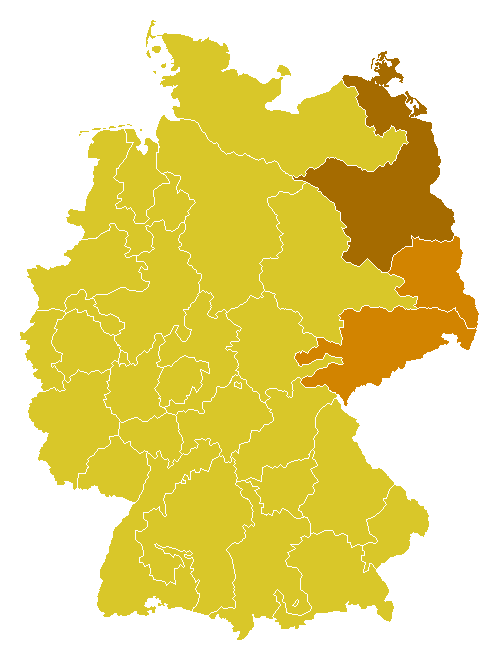
Metropolia Berlina

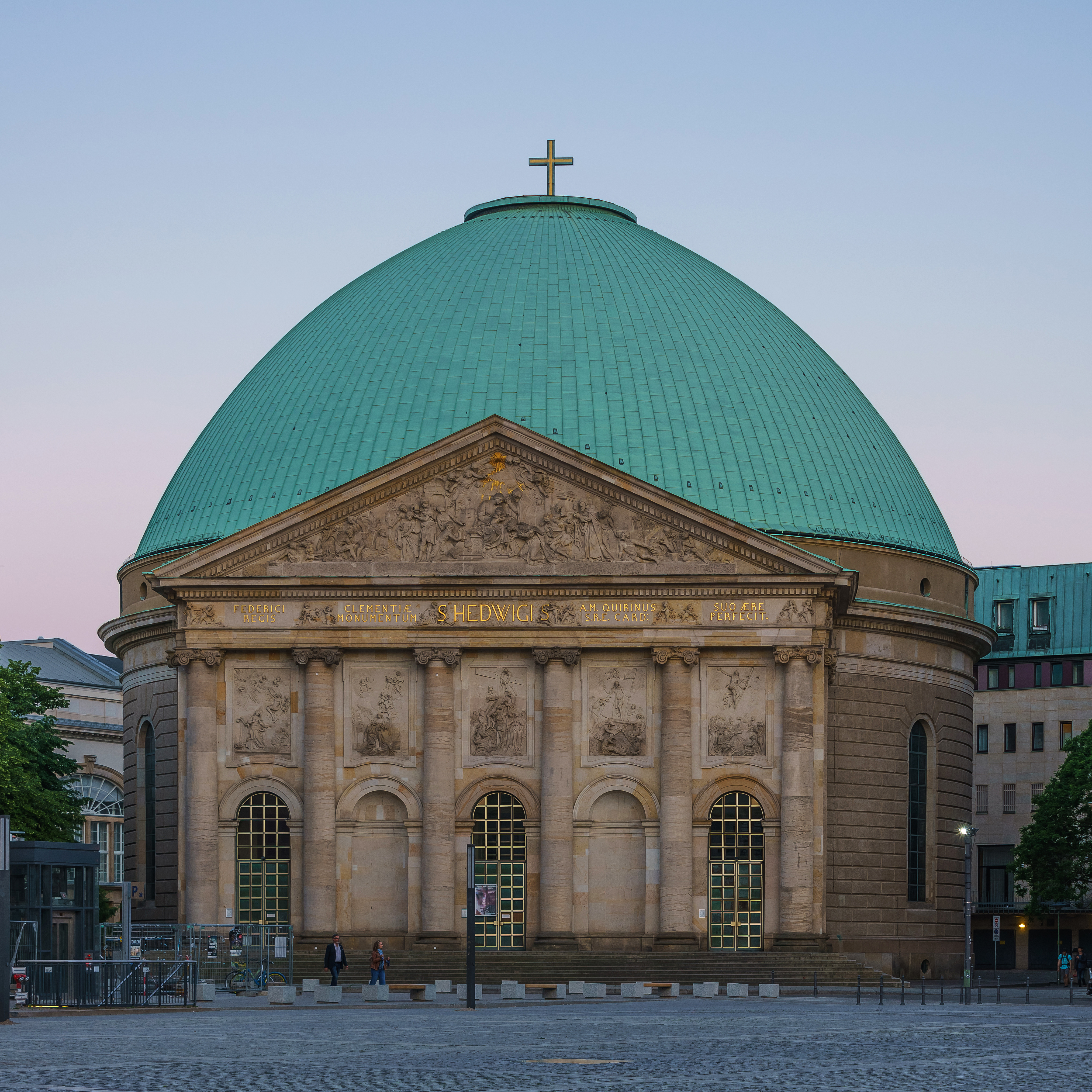
Katedra św. Jadwigi w Berlinie

Metropolia Berlina – jedna z 7 metropolii obrządku łacińskiego w niemieckim Kościele katolickim.

## Dane ogólne
- Powierzchnia: 55 180 km²
- Ludność: 10 866 408
  - Katolicy: 583 759
  - Udział procentowy: 5,4%
- Księża:
  - diecezjalni: 432
  - zakonni: 179
- Zakonnicy: 17
- Siostry zakonne: 531

Dane aktualne na 18 listopada 2024

## Geografia
Metropolia Berlina obejmuje swoim zasięgiem landy: Berlin, Brandenburgia, Saksonia, cześć Meklemburgii-Pomorza Przedniego (mianowicie Pomorze Przednie) i Turyngii.

## Historia
Pierwotnie tereny te podlegały ustanowionej w 1930 metropolii wrocławskiej (także metropolia wschodnioniemiecka, niem. Ostdeutsche Kirchenprovinz), w której skład wchodziły archidiecezja wrocławska, diecezja warmińska, diecezja berlińska i prałatura w Pile. 28 czerwca 1972 – papież Paweł VI bullą Episcoporum Poloniae coetus zreorganizował diecezję berlińską z prawem egzempcji (1972 do 1994). 
27 czerwca 1994 papież Jan Paweł II na mocy konstytucji apostolskiej Certiori Christifidelum podniósł diecezję Berlina do rangi archidiecezji i metropolii, przydzielając jej jako sufraganie biskupstwa w Dreźnie i Görlitz. Pierwszym arcybiskupem metropolitą został dotychczasowy biskup diecezjalny Berlina kardynał Georg Sterzinsky.

## Podział administracyjny
- Archidiecezja Berlina
- Diecezja Drezna-Miśni
- Diecezja Görlitz

## Metropolici
- 1994–2011: kard. Georg Sterzinsky
- 2011–2014: kard. Rainer Woelki
- od 2015: abp Heiner Koch